# جماران (آق‌قلا)
جماران، روستایی است از توابع بخش مرکزی شهرستان آق‌قلا در استان گلستان ایران. در35 کیلومتری شهرستان اق قلا می باشد از شمال به روستای حسین آباد از جنوب به روستای ظهوریان واز مشرق به روستای ایمر ملاساری و از مغرب به روستای نصرت آباد واقع می باشد

## جمعیت
این روستا در دهستان شیخ‌موسی قرار دارد و براساس سرشماری مرکز آمار ایران در سال 1390، جمعیت آن 750  نفر (۱۴۱خانوار) بوده‌است.